# MotorSport (Lied)
MotorSport ist ein Lied des US-amerikanischen Raptrios Migos, der in Trinidad und Tobago geborenen Rapperin und Sängerin Nicki Minaj und der US-amerikanischen Rapperin Cardi B aus dem Jahre 2017. Die erste Single aus Migos’ dritten Studioalbum Culture II wurde von allen Künstlern selbst, sowie von den Produzenten des Tracks, CuBeatz und Murda Beatz, geschrieben.

## Hintergründe
Die Hintergrundgeschichte zu MotorSport ist Teil einer Fehde zwischen den mitwirkenden Interpretinnen Cardi B und Nicki Minaj. In seiner ursprünglichen, unveröffentlichten Version wurde das Lied ausschließlich von zweiterer Rapperin und dem Migos-Mitglied Quavo vorgetragen. Als Cardi B diese Aufnahme zu hören bekam, wollte sie sich am Werk beteiligen, was zunächst auch von allen Parteien begrüßt wurde. Laut Minaj verlangte man nun aber nachträgliche Änderungen an ihrer Strophe. So sollte die Zeile “If Quavo the QB, I’m Nick Lombardi” ursprünglich Cardi Bs Namen statt Quavos beibehaltet haben, womit ein Meister-Schüler-Verhältnis nahegelegt wurde. Außerdem war sie gezwungen, einen für den Track beigesteuerten Gesangspart, den sie nach eigener Aussage liebte, herauszukürzen. Minaj empfand das Verhalten ihrer Kollegin im Zuge der Entstehung des Liedes als undankbar und meinte, dass sie, hätte man ihr zu Beginn ihrer Karriere ein Feature mit einer erfolgreicheren Rapperin angeboten, freundlicher agiert hätte. Die Theorie eines Streites zwischen den beiden Stars machte aufgrund verschiedener Indizien bereits vor dem Lied die Runde und lebte durch die Tatsache, dass die beiden Musikerinnen im Musikvideo in keiner Einstellung gemeinsam zu sehen sind, erneut auf. Dies wurde allerdings durch den Zeitplan der zwei Künstlerinnen begründet. Minaj kritisierte später sowohl Cardi B als auch Migos dafür, die Gerüchte über einen Beef, welcher zu diesem Zeitpunkt allerdings noch nicht stattgefunden hat, nicht dementiert zu haben, während sie in den Augen der Öffentlichkeit als “die Böse” da stand.
Weiters gab es auch eine Meinungsverschiedenheit bezüglich Takeoffs Text. In diesem äußert der Rapper den Wunsch, Minajs Brüste sehen zu dürfen, was diese jedoch später negativ rezipierte. Sie gab an, vor der Veröffentlichung ihren Namen überhört zu haben.

## Musik und Text
MotorSport ist ein Trapsong, der genretypisch von tiefen 808-Bass Drums, schnellen Hi-Hats und Claps unterlegt wird. Ein an Glocken erinnernder Synthesizer spielt dazu eine simple, eingängige Melodie. Quavo rappt die erste, Offset die zweite, Cardi B die dritte, Nicki Minaj die vierte und Takeoff die fünfte Strophe. Vor der ersten, zwischen der dritten und vierten und nach der fünften Strophe ertönt jeweils ein von Quavo vorgetragener Refrain. An mehreren Stellen kommt außerdem der Stimmeffekt Autotune zum Einsatz. In der Single Version gibt es ein Intro sowie ein Outro zu hören, die in der Album Version gekürzt wurden.
Quavo thematisiert in seiner Strophe den titelgebenden Motorsport, insbesondere illegale Straßenrennen, ehe er damit fortfährt, seinen ausschweifenden Lebensstil und seine Libido in den Vordergrund zu heben. Inhaltlich ähnlich geht Takeoff vor, der sich in seinem Part Luxus und teurer Markenprodukte als zentrales Motiv annimmt. Offsets Text baut hingegen auf seinen Erfolg durch Kriminalität auf, vor allem im Bezug auf das Geschäft mit Drogen. Cardi B attackiert in ihrem Vers Gerüchte über ihre Person und greift die Thematik der falschen Freunde auf, die sich hinter ihrem Rücken gegen sie stellen aber Unterstützung vorheucheln. Sie vergleicht sich außerdem mit der legendären Latinsängerin Selena Quintanilla-Pérez und preist den Sex mit ihrem Lebensgefährten Offset an. Nicki Minaj stellt in ihrem Segment eine dominante Attitüde zur Schau, die ihren Erfolg und ihren Status innerhalb ihrer Szene lyrisch untermauert. Sie erzählt hierbei einer weiblichen Zuhörerin, dass diese niemals ihren Platz erreichen wird, auch, wenn sie sie kopiert, und droht ihr, falls sie sich mit ihr anlegen will.

## Musikvideo
Das Musikvideo zu MotorSport spielt während eines Gewitters in einer futuristischen, in seiner Ästhetik dem Cyberpunkgenre entsprechenden Großstadt. Deren Gebäude, hauptsächlich Wolkenkratzer, sind vorwiegend in Schwarz gehalten, werden dabei allerdings von auffälligen Neonschildern und -röhren in diversen bunten Farben kontrastiert. Fliegende Autos treten dabei in mehreren Einstellungen in Erscheinung; ab und an stehen die Musiker in kurzen Einstellungen auf einem der Dächer oder fahren mit Wagen. Die Künstler sind während der Strophen zumeist in einem der Hochhäuser selbst zu sehen und stehen dabei in einem Raum mit einer auffälligen viereckigen Deckenlampe vor jeweils einem Gefährt, wobei sich die Wagen und die Farbschemen der Szenerien je nachdem, welcher Rapper vorträgt, unterscheiden. Die einzige Interpretin, die in einem anderen Zimmer zu sehen ist, ist Nicki Minaj. Quavos Kleidung ist neongrün und hebt sich stark vom Hintergrund ab – dieser ist, wie das Auto, vor dem er steht, schwarz. Während seiner Strophe werden immer wieder lilafarbene Hologramme von ihm selbst eingeblendet. Offset und Cardi B stehen gemeinsam im Zimmer, das nun in ein rotes Licht getaucht ist – der Wagen trägt ebenfalls die entsprechende Färbung. Minaj rappt ihre Strophe in einem weißen, achteckigen Gang vor einem genauso hellen Auto; mehrere Röhren beleuchten diesen. Die Musikerin trägt dabei einen stark glänzenden, silbernen Anzug und bodenlange, rosafarbene Haare. Während Takeoffs Vortrag ist der Raum in ein kühles, blaues Licht gehüllt, wobei das im Hintergrund stehende rote Auto stark mit dem Farbton bricht.

## Kritiken
MotorSport erhielt positive Kritiken. Besonderes Lob galt dabei nahezu einhellig den weiblichen Künstlerinnen, die auf dem Track gegenüber ihren männlichen Kollegen deutlich herausstechen und deren Punchlines, Delivery und Flow das Highlight des Liedes darstellen würden. Man bewertete ihre beiden Strophen als gemeinsamen Triumph, auch, da man ihr Auftreten auf demselben Track als Statement gegen die Ansicht, dass es nur eine erfolgreiche weibliche Hip-Hop-Musikerin geben kann, auffasste.

## Kommerzieller Erfolg

### Chartplatzierungen
Vor allem in den USA war MotorSport ein großer kommerzieller Erfolg, dem es gelang, Platz 6 der Charts zu erreichen und mit Dreifachplatin ausgezeichnet zu werden; im Rest der Welt verkaufte es sich allerdings deutlich schlechter. Im deutschsprachigen Raum konnte es sich nur in der Schweizer Hitparade beweisen, wo es auf Position 54 landete.
| ChartsChartplatzierungen       | Höchstplatzierung | Wochen |
| ------------------------------ | ----------------- | ------ |
| Schweiz (IFPI)                 | 54 (3 Wo.)        | 3      |
| Vereinigte Staaten (Billboard) | 6 (22 Wo.)        | 22     |
| Vereinigtes Königreich (OCC)   | 49 (17 Wo.)       | 17     |

| ChartsJahrescharts (2017)      | Platzierung |
| ------------------------------ | ----------- |
| Vereinigte Staaten (Billboard) | 34          |

### Auszeichnungen für Musikverkäufe
| Land/Region                  | Auszeichnungen für Musikverkäufe (Land/Region, Auszeichnung, Verkäufe) | Verkäufe  |
| ---------------------------- | ---------------------------------------------------------------------- | --------- |
| Australien (ARIA)            | Platin                                                                 | 70.000    |
| Brasilien (PMB)              | Platin                                                                 | 40.000    |
| Dänemark (IFPI)              | Gold                                                                   | 45.000    |
| Frankreich (SNEP)            | Gold                                                                   | 100.000   |
| Italien (FIMI)               | Gold                                                                   | 25.000    |
| Kanada (MC)                  | 3× Platin                                                              | 240.000   |
| Neuseeland (RMNZ)            | Platin                                                                 | 30.000    |
| Vereinigte Staaten (RIAA)    | 6× Platin                                                              | 6.000.000 |
| Vereinigtes Königreich (BPI) | Gold                                                                   | 400.000   |
| Insgesamt                    | 4× Gold · 12× Platin ·                                                 | 6.950.000 |

Hauptartikel: Cardi B/Auszeichnungen für Musikverkäufe